# الرتعة (مدينة حجة)

تعديل مصدري - تعديل

الرتعة هي إحدى قرى عزلة عبس بمديرية مدينة حجة التابعة لمحافظة حجة، بلغ تعداد سكانها 365 نسمة حسب تعداد اليمن لعام 2004.